# Alcyonium digitatum
Alcyonium digitatum (лат.) — вид коралловых полипов из отряда Alcyonacea.

## Описание
Разветвление коралла напоминает по форме кисть руки и достигает в высоту обычно 10, реже 15 сантиметров. Окраска коралла белая, жёлтая, светло-оранжевая или розовая. Для закрепления на грунте в организме имеются небольшие известняковые иголки, так называемые склериты. Как почти все кораллы, образует колонию животных, состоящую из множества отдельных полипов. Внутри колонии проходит множество узких, небольших каналов, по которым отдельные особи взаимодействуют друг с другом. Полипы длиной 1 сантиметр имеют восемь щупалец. В отличие от большинства родственных видов из тропических морей, они не живут в симбиозе с зооксантеллами и питаются исключительно планктоном. Поскольку формой и цветом коралл напоминает руку мертвеца, он получил в английском языке название dead man’s finger (аналогичное название в немецком языке Tote Mannshand).
Название «пальцы мертвеца» носит также распространённый гриб Xylaria polymorpha.

## Распространение
Это единственный коралл в Северном море, который встречается также в европейской части Атлантического океана, в проливе Ла-Манш и западной части Балтийского моря.

## Образ жизни
Он живёт на глубине от 20 метров на скалистых субстратах, раковинах моллюсков, панцирях ракообразных, затонувших корпусах кораблей, выброшенных за борт банках и бутылках, стенах молов и опорах мостов, в верхней зоне приливов и отливов и глубже.
Наблюдая за кораллами в аквариуме в течение всего дня, можно заметить единый ритм, следуя которому колония изменяется. В активной фазе вся колония наполняется водой, и небольшие полипы поднимаются значительно выше поверхности воды, чтобы поймать небольшие планктонные организмы. В сморщенном состоянии (в состоянии покоя), отдельные животные полностью прячутся, оставляя на поверхности лишь небольшие бородавки. Колония формируется путём почкования от одного индивидуума. Животные разнополые. Из половых почек, расположенных на перегородках полости, гаметы попадают в открытую воду и там оплодотворяются. Затем из них появляются мелкие личинки с ресницами (мирацидии), которые закрепляются на дне и дают жизнь новой колонии. В Средиземном море обитает родственный вид Alcyonium palmatum.